# Władysław z Gielniowa

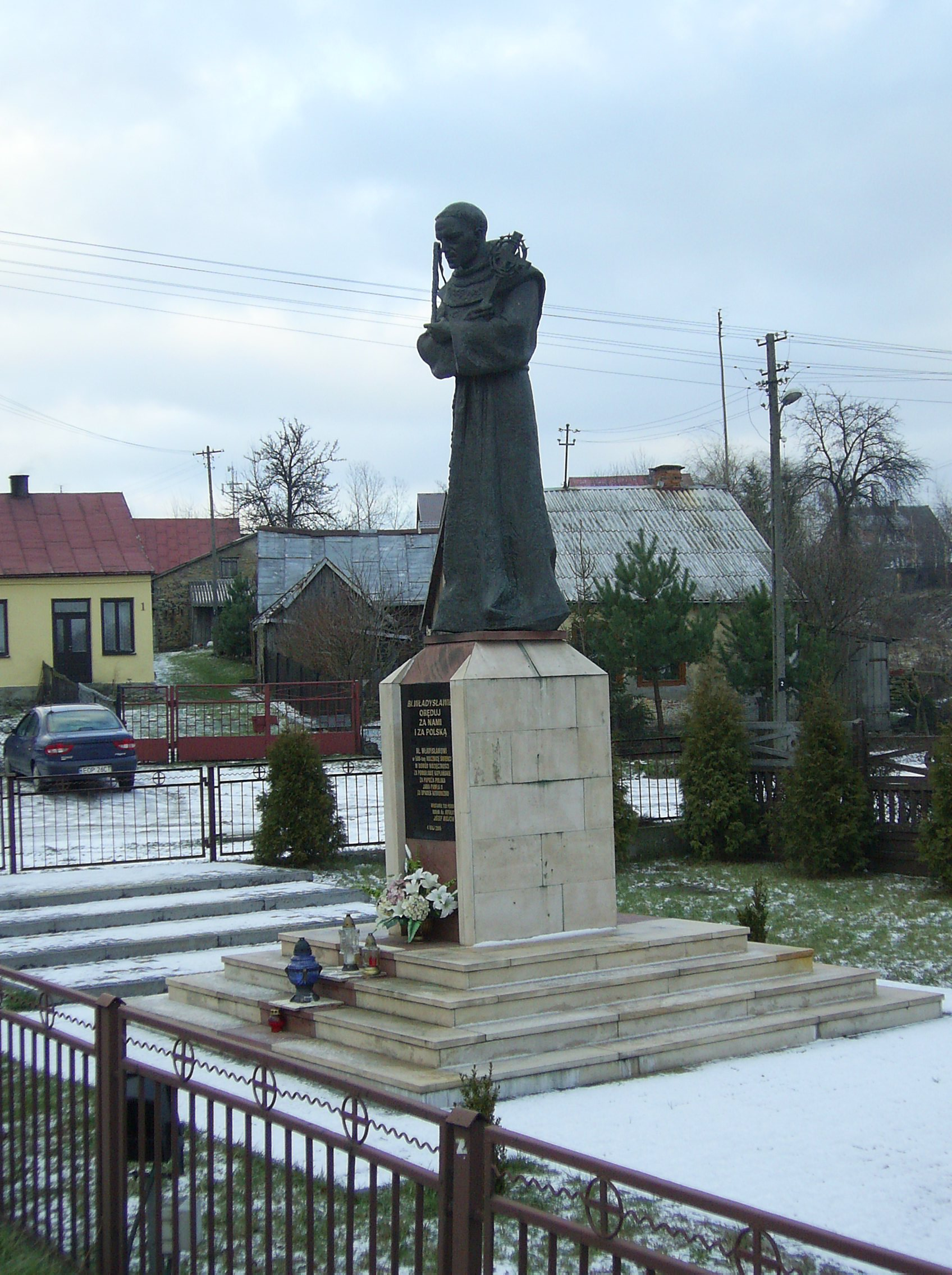
Pomnik Władysława w Gielniowie

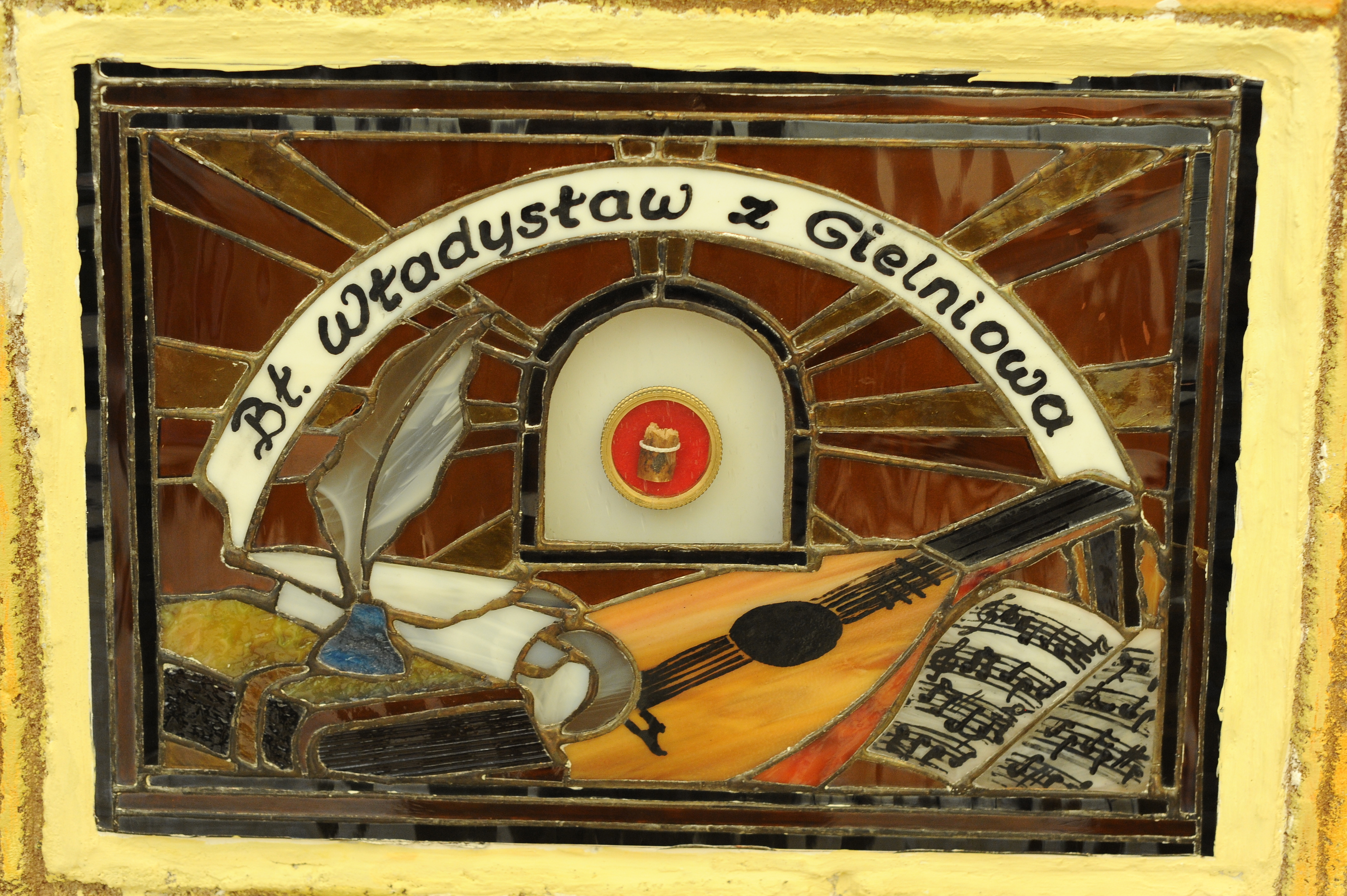
Relikwia Władysława z Gielniowa w parafii bł. Władysława z Gielniowa w Warszawie

Władysław z Gielniowa (również Ładysław Jan z Gielniowa lub Władysław (Ładysław) Gielniowczyk; ur. ok. 1440 w Gielniowie k. Przysuchy, zm. 4 lub 5 maja 1505 w Warszawie) – polski poeta-pieśniarz średniowieczny, kaznodzieja, bernardyn, błogosławiony Kościoła katolickiego.

## Życiorys
Urodził się w ubogiej mieszczańskiej rodzinie ok. 1440 r. w Gielniowie, otrzymując na chrzcie imię Marcin Jan. Gdy ukończył szkółkę parafialną w 1462, wstąpił na Akademię Krakowską, jednak jeszcze tego samego roku porzucił studia i wstąpił do krakowskiego zakonu franciszkanów obserwantów, zwanych bernardynami, przyjmując tam imię zakonne Władysław (Ładysław). Prawdopodobnie zgromadzenie to wybrał, kierując się dużym poważaniem wśród braci takiej formy pobożności, która miała związek z twórczością artystyczną. Bernardyni popierali organizowanie bractw tercjarskich i przedstawień jasełkowych. Ponadto poważaniem cieszyli się bracia piszący kolędy, pieśni sakralne.
Władysław odznaczał się duchem pokuty (często pościł, nosił włosiennicę itp.). Odznaczał się nabożeństwem do męki Jezusa Chrystusa – szczególnie biczowania – oraz Najświętszej Marii Panny i św. Anny. Był jednym z pierwszych, którzy wprowadzili język polski do nabożeństw kościelnych. W latach 1486–1487 był egzaminatorem w sprawie cudów za przyczyną św. Szymona z Lipnicy, dzięki czemu zyskał rozgłos wśród polskich bernardynów.
Władysław dwukrotnie pełnił w zakonie funkcję prowincjała (w latach 1487–1490 i 1496–1499), usilnie pracując nad usprawnieniem jego organizacji oraz podniesieniem poziomu formacyjnego i intelektualnego zakonników. Zasłynął jako znakomity kaznodzieja. W 1489 r. zwołał do Przeworska kapitułę. Uczestniczył w kapitułach generalnych zakonu w Urbino (1490) i Mediolanie (1498). Założył dwa domy zakonne w Skępem i w Połocku. W ostatnich latach życia pozwolono mu zostać gwardianem i kaznodzieją w zakonie w Warszawie. Będąc tam, zaprzyjaźnił się z księżną mazowiecką Anną i został jej duchowym doradcą. W latach 1504–1505 był przełożonym w klasztorze św. Anny.
W czasie kazania w Wielki Piątek zasłabł, przeniesiono go do infirmerii, a 4 lub 5 maja 1505 r. zmarł.

## Twórczość
Literacka spuścizna Władysława to przede wszystkim pieśni religijne łacińskie i polskie. Po łacinie napisał m.in. antyfonę i epitafium Szymona z Lipnicy, autobiograficzny wiersz o wstąpieniu do zakonu, modlitwę do św. Brygidy, wierszowany wykaz kar pokutnych, pieśń do Matki Bożej na czas zarazy oraz poemat Ad Cantica canticorum verto me oparty na biblijnej Pieśni nad pieśniami. Został uznany za najwybitniejszego polskiego twórcę średniowiecznego znanego z imienia (pogląd ten forsuje zwłaszcza Wiesław Wydra). Badania ostatnich kilku dziesięcioleci pozwoliły również ustalić jego autorstwo w odniesieniu do kilku pieśni polskich, które wcześniej uznawane były za anonimowe.
- Serve Dei Simon, powst. po 1482 (łac. panegiryk na cześć bł. Szymona z Lipnicy)
- Jezusa Judasz przedał za pieniądze nędzne (zwany także Żołtarz Jezusów, czyli piętnaście rozmyślenia o Bożym umęczeniu) – pieśń pasyjna o 15 lub 17 czterowersowych zwrotkach (potem dopisano kolejne, łącznie było ich 27), składających się z parzyście rymowanych trzynastozgłoskowców w układzie: 13a 13a 13b 13b; powst. w 1488, wydana pt. Pieśń o Bożym umęczeniu..., Kraków 1558, drukarnia M. Siebeneicher (2 edycje, nieco odmienne)
- Taxate penitencie metrice (poradnik dla kapłanów, 144 heksametry), rękopis Pawła z Wągrowca; znajdował się w Bibliotece Petersburskiej, dawniej Załuscianum, sygn. Lat. O. I. 30, s. 26-28
- O Jezu Nazareński, o krolu żydowski (modlitwa antytatarska, czterowiersz w trzynastozgłoskowcach), powst. 1498-1499 w związku z napadem Tatarów na Polskę, ogł. jako 26. zwrotka utworu Jezusa Judasz przedał za pieniądze nędzne w wyd. M. Siebeneichera
- Łaciński wiersz o własnym wstąpieniu do zakonu. 4 dystychy elegijne, inc.: „Anno Christi milleno quadrin sexin secundo...”. Zapisał Jan z Komorowa: „Memoriale ordinis Fratrum Minorum”, Monumenta Poloniae Historica, t. 5 (1888), s. 292 i odb. Lwów 1886
- Augustus kiedy krolował – pieśń na Boże Narodzenie
- Jasne Krystowo oblicze – pieśń nawiązuje do legendy o obliczu Chrystusa odbitym w cudowny sposób na chuście świętej Weroniki
- Jezu, Zbawicielu ludzski – pieśń-modlitwa do Jezusa o siedem darów Ducha Świętego
- Anna, niewiasta niepłodna – pieśń o tematyce maryjnej
- Już się anjeli wiesielą – pieśń o tematyce maryjnej
- Metra de sancto Gallo – wiersz dydaktyczny skierowany do krakowskich studentów[3]

Przypisuje mu się prawdopodobne autorstwo następujących utworów:
- Godzinki o św. Annie, powst. ok. 1475(?), zachowały się w odpisie Wacława z Brodni, zob. t. 1: Godzinki staropolskie
- Zdrowaś, Krolewno wyborna, zob. t. 1: Pieśni religijne średniowieczne polskie (poz. 27)
- O ciało Boga żywego (pieśni ze zbioru tzw. łysogórskiego), zob. t. 1: Pieśni religijne średniowieczne polskie (poz. 13)
- O nova lux Poloniae, powst. w lub krótko po 1488, ogł. S. Radimensis Fasciculus litaniarum, Kraków 1602, k. 88 v. (panegiryk na cześć bł. Szymona z Lipnicy, autorstwo przypisał K. Kantak)
- Słuchaj tego, wszelika głowo (rymowany dekalog z pocz. XVI w.), ogł. W. Wisłocki „Pieśń bernardyńska o należytym przestrzeganiu dziesięciorga przykazań Bożych”, Rozprawa AU Wydział Filologii, t. 10 (1883)
- Ku piętnastu świętym pomocnikom (pieśń w 8 zwrotkach sześciowersowych ośmiozgłoskowcem, Inc.: Świata wszego stworzycielu...), ogł. J. Hanusz „O książce do nabożeństwa króla Zygmunta I”, Rozprawa AU Wydział Filologii, t. 11 (1886), s. 75-76
- Kto chce Marii..., wyd. w zbiorze Pieśni postne starożytne (1558-1584), s. 37; wyd. następne: Kraków 1617 (autorstwo według aktów procesu beatyfikacyjnego z lat 1631-1633)
- Godzinki o Niepokalanym Poczęciu Najświętszej Maryi Panny

## Kult
Do jego grobu przychodzili ludzie, by się modlić i wypraszać łaski. 13 kwietnia 1572 uroczyście przeniesiono relikwie Ładysława od kościoła na ołtarz w obecności nuncjusza papieskiego kardynała Giovanni Francesco Commendonego i króla Zygmunta Augusta. W średniowieczu było to równoznaczne z kanonizacją, ponieważ jednak Stolica Apostolska zmieniła warunki, znacznie je zaostrzając, bernardyni rozpoczęli starania o jego beatyfikację. Papież Benedykt XIV wydał 11 lutego 1750 r. dekret aprobujący kult Błogosławionego Władysława. Uroczystości połączono z trzechsetną rocznicą pobytu bernardynów w Polsce i odbyły się w 1753 r.
W 1759 r. papież Klemens XIII ogłosił błogosławionego patronem Królestwa Polskiego i Litwy. Papież Jan XXIII 19 grudnia 1962 r. ogłosił go głównym patronem Warszawy (po reformie kalendarza kościelnego w 1974 r. jest drugorzędnym patronem miasta).
Wspomnienie liturgiczne w Kościele katolickim w Polsce obchodzone jest 25 września. Nowe Martyrologium Rzymskie przyjęło termin 4 maja.
Od roku 1630 w kościele zakonnym św. Anny w Warszawie znajduje się kaplica błogosławionego Władysława. W 1864 r. nastąpiła kasata klasztoru, opiekę nad kościołem i relikwiami przejęli księża diecezjalni. 10 sierpnia 1959 skradziono relikwiarz z trumienką, których nie odnaleziono do tej pory. W roku 1966 katedra krakowska podarowała kościołowi św. Anny relikwie ramienia błogosławionego, co było możliwe dzięki staraniom kardynała Wyszyńskiego. Na warszawskim Ursynowie znajduje się parafia pod wezwaniem bł. Władysława z Gielniowa. Na warszawskiej Ochocie znajduje się ulica bł. Ładysława z Gielniowa.
W Gielniowie na miejscu, w którym miał stać dom narodzin Władysława, dziś znajduje się kapliczka, obok której postawiono pomnik błogosławionego. Herb gminy Gielniów, a także znane pieczęcie miejskie Gielniowa, zawierają wizerunek błogosławionego.
W 1922 otwarto Prywatne Gimnazjum Sanatoryjne im. błogosławionego Ładysława z Gielniowa w Zakopanem, założone w 1922 przez miejscowe Towarzystwo Opieki nad Młodzieżą Szkół Średnich (w 1926 kierownikiem zakładu był Maksymilian Wiśniowiecki).